# Rosa-Luxemburg-Platz (métro de Berlin)
Rosa-Luxemburg-Platz est une station du métro de Berlin, située sur la place éponyme dans le quartier de Mitte. La station est sur la ligne souterraine U2.

## Historique
Inaugurée le 27 juillet 1913 sous le nom de « Schönhauser Tor », cette station est conçue par l'architecte Alfred Grenander. En 1934, sous le Troisième Reich, elle est renommée « Horst-Wessel-Platz », en hommage au militant nazi Horst Wessel. En 1945, après la guerre, elle retrouve son nom initial. En 1950, sous la RDA (la station se situe à Berlin-Est), elle change à nouveau de nom et devient « Luxemburgplatz » (en hommage à la militante communiste Rosa Luxemburg) et le 1er mai 1978 « Rosa-Luxemburg-Platz » afin d'éviter une confusion avec le pays éponyme. Depuis les années 1970, les murs de la station sont couverts de carreaux de couleur jaune.

## Galerie de photographies

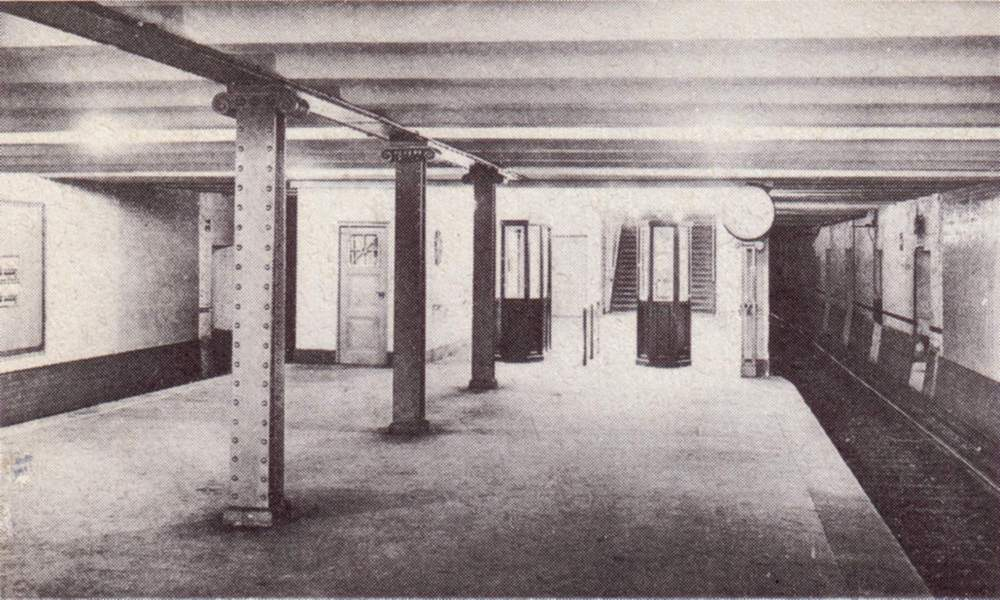
La station en 1913.
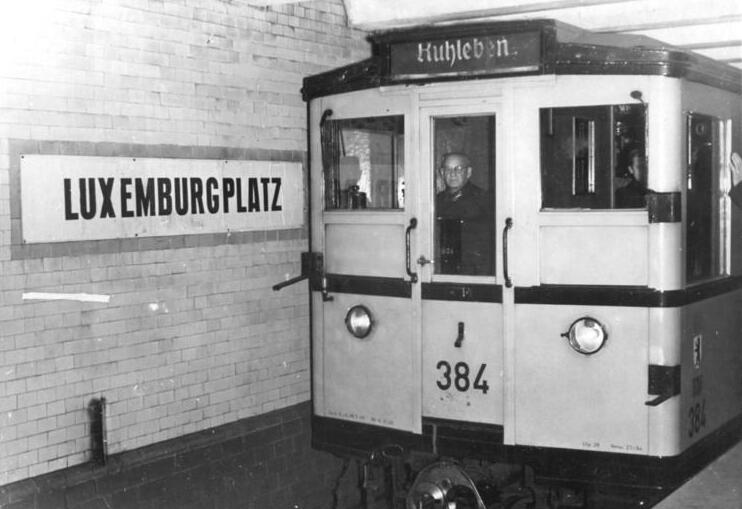
Wagon en 1950.
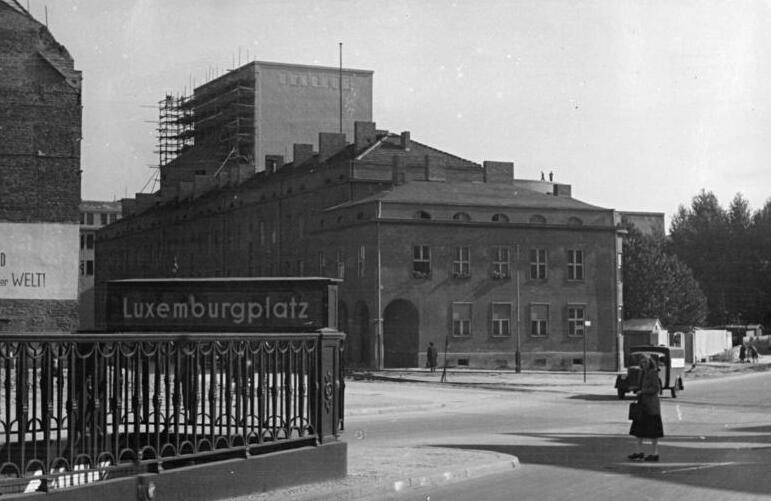
Entrée de la station en 1951.
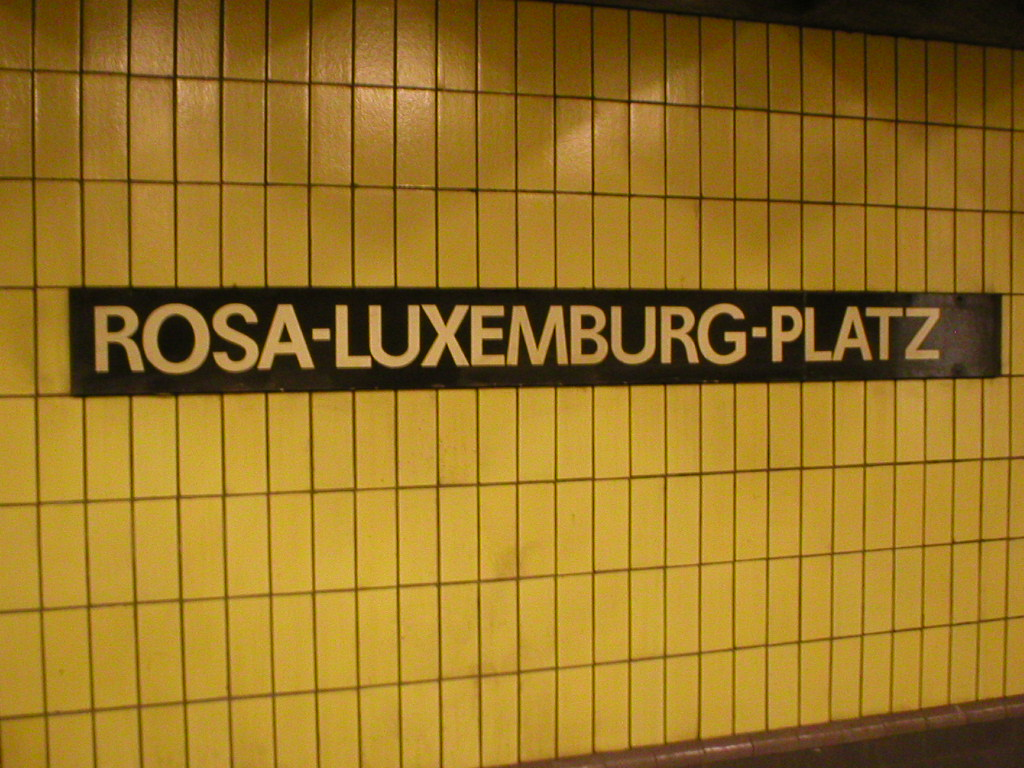
Plaque sur les quais.
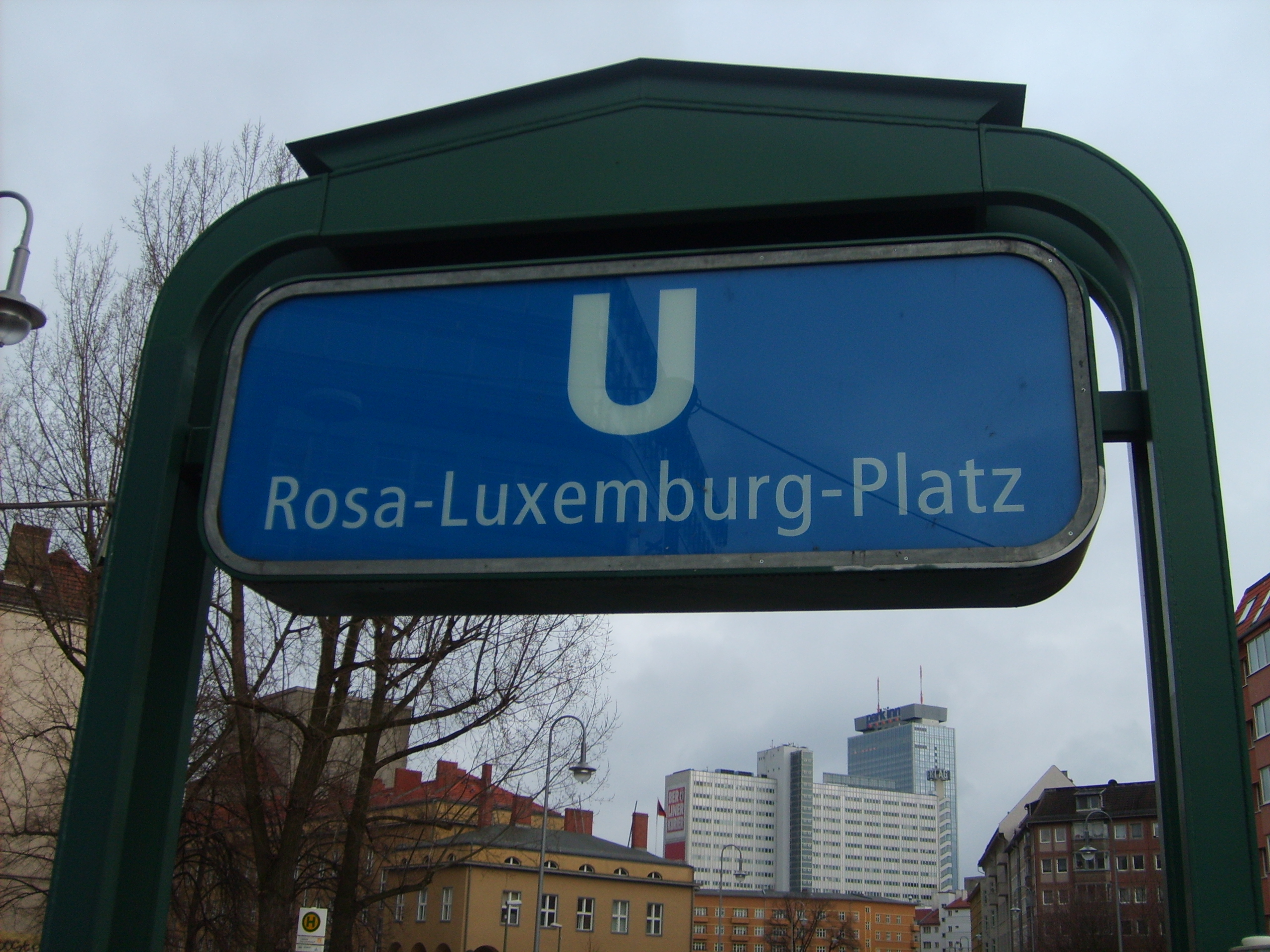